# 费梁
费梁（1936年7月—2022年6月4日），四川奉节人，中华人民共和国两栖动物学专家，中国科学院成都生物研究所两栖爬行动物研究室研究员。其夫人叶昌媛也是一名两栖动物学专家。
1956年，费梁考入四川农学院（今四川农业大学）畜牧专业，1961年毕业后进入中科院四川分院农业生物研究所（今中科院成都生物研究所），开始两栖动物研究工作，最初担任两栖动物研究专家刘承钊、胡淑琴夫妇的助手，1980年起，费梁与叶昌媛带领团队开始系统学研究，迄今发现了新种及新记录多达126种，建立了一个新科、5个新亚科，定义了第5个蝌蚪类型。
在费梁夫妇主持编辑下，《中国动物志》两栖纲（上、中、下）三卷均得以完成出版。
2022年6月4日0点22分，费梁因病医治无效，在成都华西医院辞世，享年85岁。